# Hospital Universitario de Sahlgrenska

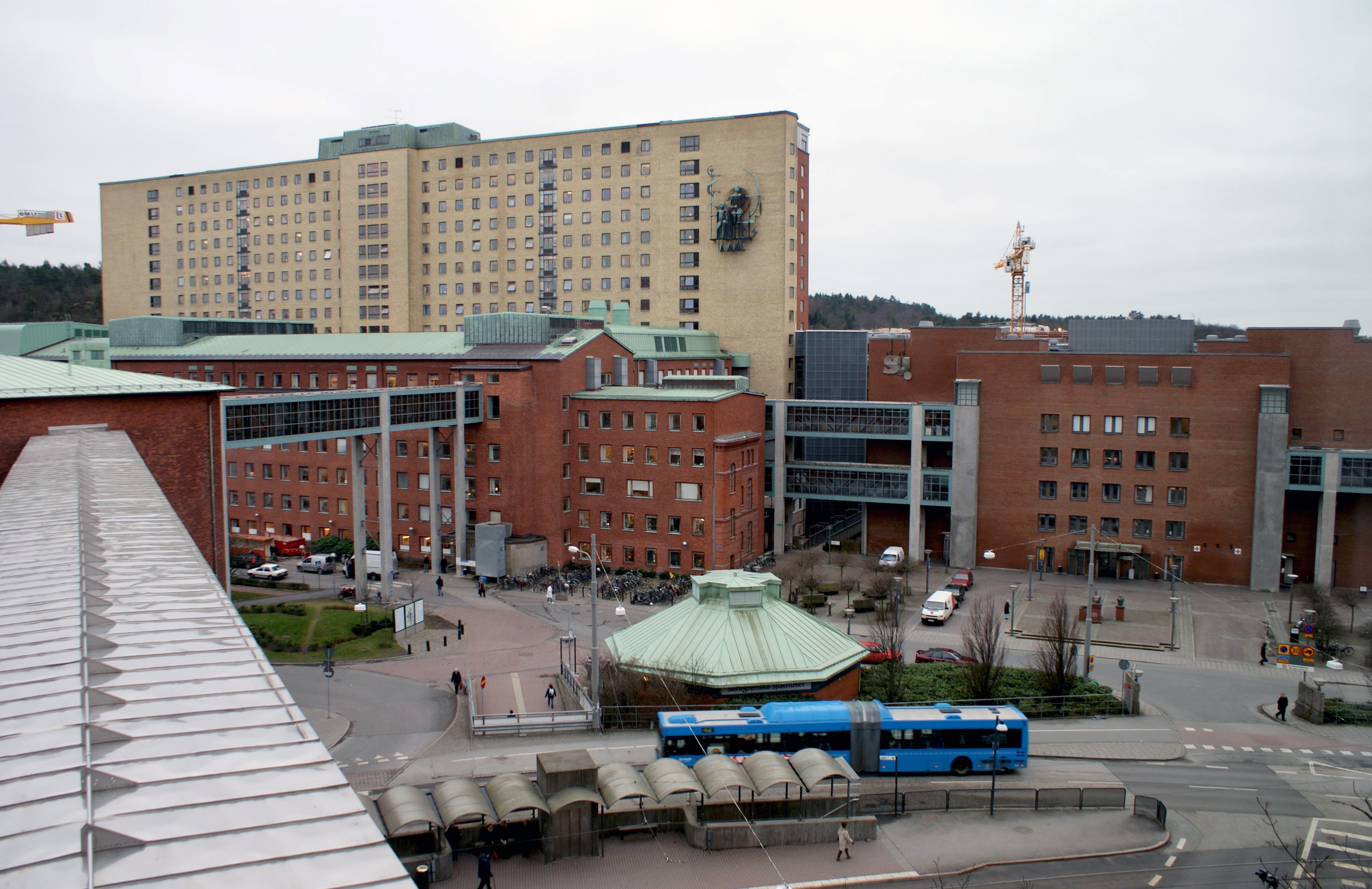
Edificio principal.

El Hospital Universitario de Sahlgrenska es un conjunto de hospitales afiliados a la Academia de Sahlgrenska, ubicado en la ciudad de Gotemburgo (Suecia). Es el hospital más grande de Suecia (seguido por el Hospital universitario Karolinska en Estocolmo) y uno de los hospitales universitarios más grandes de Europa.
El hospital de Sahlgrenska se fundó originalmente en 1772 y el 1 de enero de 1997 se inauguró la estructura actual. Cuenta con una plantilla de 17,000 empleados y más de 2.000 camas. Actualmente atiende a un total de 900,000 personas.